# (4698) Jizera
(4698) Jizera (1986 RO1) – planetoida z pasa głównego asteroid okrążająca Słońce w ciągu 3,32 lat w średniej odległości 2,23 j.a. Odkryta 4 września 1986 roku.